# Belhi (Saptari)
Pour les articles homonymes, voir Belhi.
Belhi (en népalais : बेल्ही) est un comité de développement villageois du Népal situé dans le district de Saptari. Au recensement de 2011, il comptait 4 366 habitants.